# Oświata w Grecji
W Grecji edukacja jest obowiązkowa od 6. do 16. roku życia.
Oświata w tym państwie podzielona jest na 4 etapy nauki:
- 1 etap - szkoła podstawowa, która trwa 6 lat. W szkole podstawowej obowiązuje ocenianie opisowe.
- 2 etap - trwające 3 lata gimnazjum, w którym należy zebrać odpowiednią liczbę punktów bądź zdać egzamin końcowy.
- 3 etap - szkoła średnia, w której nauka trwa 3 lata. Nie jest ona szkołą obowiązkową[1]. System szkół średnich w Grecji dzieli się na 3 profile:
  - klasyczny,
  - przyrodniczy,
  - technologiczny. W greckim liceum, na zakończenie drugiej i trzeciej klasy, trzeba zdać egzaminy, które decydują o ostatecznym kształcie świadectwa końcowego i decydują o późniejszym przyjęciu na studia.
- 4 etap - szkoły wyższe. Są one bezpłatne. Obowiązuje na nich system punktowy.